# Masako Okada
Pour les articles homonymes, voir Okada.
Masako Okada (岡田 正子, Okada Masako) est une traductrice et metteuse en scène japonaise spécialisée dans le théâtre français.
Elle a, entre autres, traduit des textes de Louis Calaferte, Sacha Guitry, de Jean Anouilh, et de Jean-Paul Alègre.
Le 30 mars 2004, elle met en scène Agnès Belladone, pièce de Jean-Paul Alègre, au Théâtre Kaï de Tokyo.
Du même auteur, elle traduira et mettra en scène, par la suite, de nombreuses pièces, dont Moi, Ota, rivière d'Hiroshima.
Elle meurt le 24 Juin 2022, à l’âge de 93 ans.